# Drzewna Skała

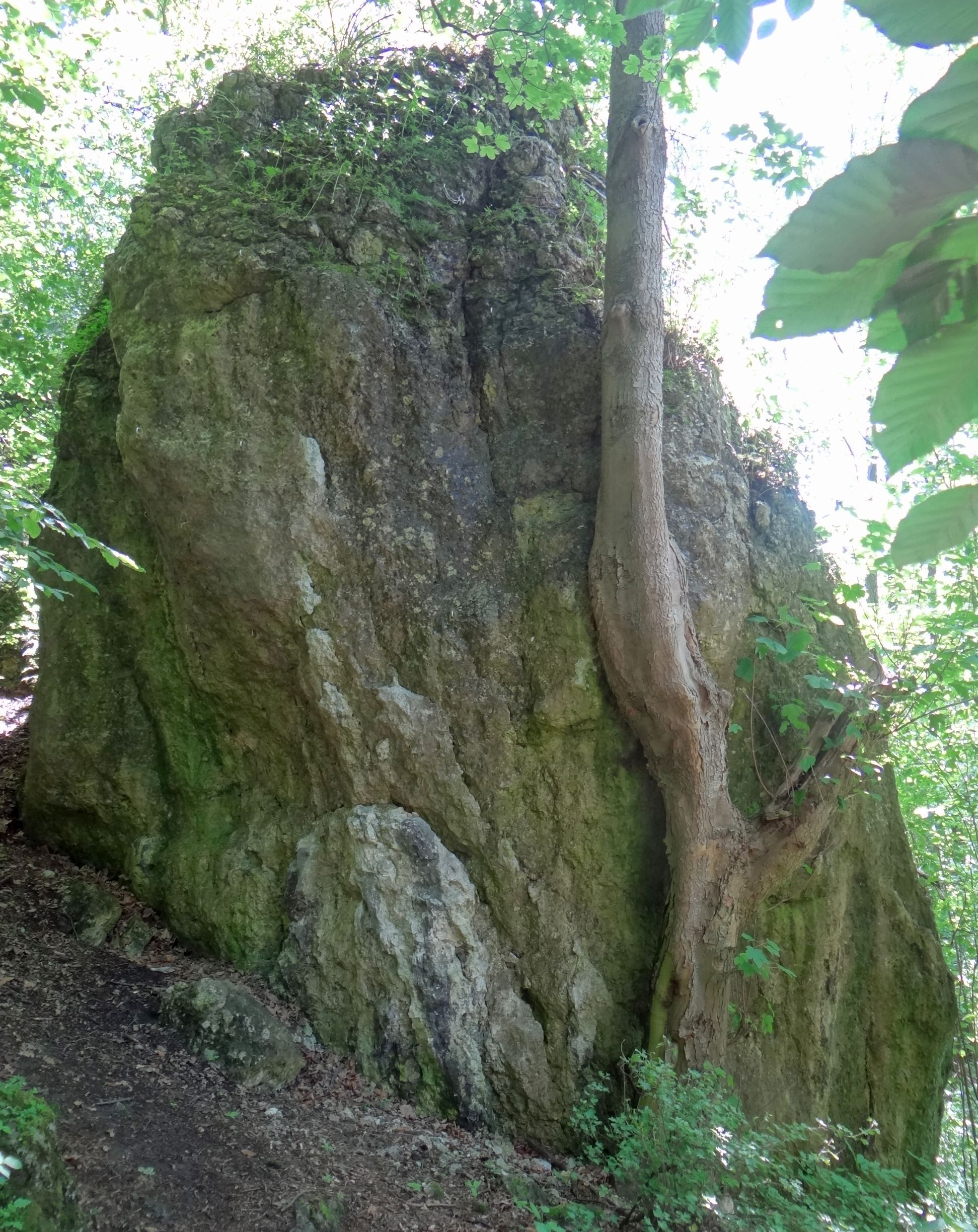

Drzewna Skała – skała w lewych zboczach Doliny Brzoskwinki, w miejscowości Brzoskwinia, w województwie małopolskim, w powiecie krakowskim, w gminie Zabierzów. Pod względem geograficznym znajduje się na Garbie Tenczyńskim (część Wyżyny Krakowsko-Częstochowskiej) w obrębie Tenczyńskiego Parku Krajobrazowego.
Drzewna Skała znajduje się w grupie Węzich Skał (pozostałe to Menhir, Leszczynowa Skała i Węzia Skała). Skały znajdują się w lesie na południowo-wschodnim końcu zabudowanego obszaru wsi Brzoskwinia, tuż przy korycie potoku Brzoskwinka. Przy skałach znajduje się dom i ujęcie wody. W ich pobliże dochodzi wąska droga asfaltowa. Drzewna Skała zbudowana jest z wapieni, ma wysokość 6 m, ściany połogie, pionowe lub przewieszone z filarem. Uprawiana jest na niej wspinaczka skalna. Na jej północnej ścianie są 4 drogi wspinaczkowe o trudności od VI.1 do VI.4 w skali krakowskiej i długości 6 m. Wszystkie mają zamontowane stałe punkty asekuracyjne: ringi (r) i stanowiska zjazdowe (st).

## Drogi wspinaczkowe
1. Drzewo życia; 2r + st, VI.1, 6 m
2. Yggdrasil; 4r + st, VI.4, 6 m
3. Irminsul; 3r + st, VI.2, 6 m
4. Drzewostan; 3r + st, VI.1/1+, 6 m[3].